# Abrothrix
Abrothrix és un gènere de rosegadors de la família dels cricètids. Conté una desena d'espècies, totes oriündes de Sud-amèrica. Tenen una llargada de cap a gropa de 7–14 cm, una cua de 5–10 cm i un pes de 15-60 g. El pelatge dorsal és gris fosc o marró, mentre que el ventral és blanquinós o marró clar. A vegades, el musell o la cara sencera poden ser de color rogenc o taronja. El nom específic Abrothrix significa ‘pèl delicat’ en llatí.